# Dennis Egberth

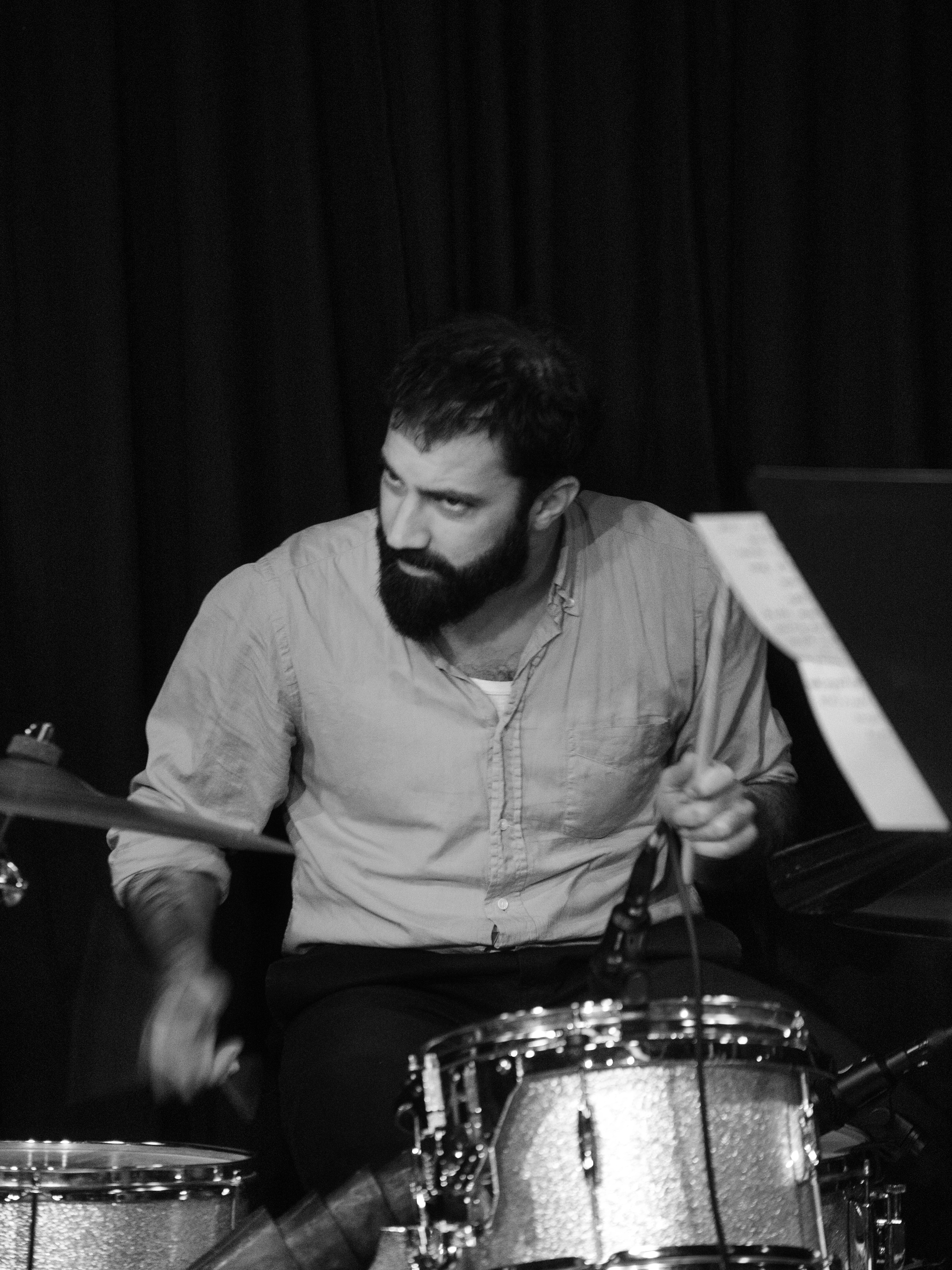
Dennis Egberth mit Receptacles im Club W71, 2023

Dennis Natanael Egberth (* 4. September 1989 in Ljungby) ist ein schwedischer Musiker (Schlagzeug, Perkussion, Komposition), der sich in unterschiedlichen Kontexten wie improvisierte Musik, Jazz sowie Avant-Pop, Post-Punk und Indie-Rock betätigt.

## Leben und Wirken
Egberth spielte seit Mitte der 2010er-Jahre im Free-Jazz-Quartett Se och Hör (u. a. mit Anna Högberg), im Mambo Noir Trio (mit Pianist Matti Bye und Bassist Vilhelm Bromander), in der Avant-Krautrock-Gruppe Horse und in der Popband The Hanged Man um die Sängerin Rebecka Rolfart (Tear It All, 2022), außerdem in den Bands Joe Davolaz, Saigon, Se & Hör und Sverige. Sein Debütalbum Dennis Egberths första legte er 2021 auf seinem Label DEg vor, gefolgt von dem Soloalbum Cavum Oris (2021) und der kollaborativen Produktion The Internet, die mit Oskar Carls, Niklas Fite und Joe Williamson entstanden war. 2023 erschien Dennis Egberths nästa, aufgenommen in Quintett-Besetzung. Mit Anton Toorell und Joe Williamson bildet er das Rocktrio Receptacles. Zu hören ist er u. a. auch auf dem Album Jorden vi ärvde (2025) des Vilhelm Bromander Unfolding Orchestra. Egberth lebt in Stockholm.

## Würdigung
Zum Album The Internet schrieb Peter Margasak (The Quietus), Egberth würde interessante, unerwartete Verbindungen entdecken. Der Schlagzeuger schaffe einen unerwarteten Raum zwischen hypnotischen Grooves, freier Improvisation und Jazz der Tristano-Schule, mit köstlichen Einbrüchen in Jazz Manouche. Nach Ansicht von Ian Ward (UK Vibe) ist Egberths Musik (auf dem Album nästa) überlegt und intelligent; sie sei aber keineswegs frei von saftigem Groll. Es werfe Orchester-Avantgardismus und [klassischen] Free Jazz nieder, liefere es aber mit zugänglich ausgestatteter Musik und europäischer Folk-Sensibilität.

## Diskographische Hinweise
- Josefin Öhrn + the Liberation: Horse Dance (2015)
- Se Och Hör: Se Mig, Hör Mig, Känn Mig (2017), mit Niklas Barnö, Anna Högberg, Mattias Ståhl, Emil Skogh,  Dennis Egberth
- Dennis Egberths första (2018), mit Vilhelm Bromander, Katt Hernandez, Isak Hedtjärn, Johan Graden
- Joe Williamson & Dennis Egberth: The Great Escape Plan (2022)
- Receptacles: The Pie (2022), mit Joe Williamson, Anton Toorell, Dennis Egberth
- Emma Augustsson / Pelle Westlin / Dennis Egberth: Luftrummet (Augusta Musik, 2022)
- Lisa Grotherus: Musiken från Min berättelse (2023)
- Dennis Egberths nästa (2023), mit Vilhelm Bromander, Katt Hernandez, Isak Hedtjärn, Johan Graden
- Fredrik Ljungkvist, Emil Strandberg, Joe Williamson, Dennis Egberth: OIL (2024)
- The Dennis Egberth Dynasty (577 Records, 2024)